# Eichelberg (Ebern)
Eichelberg ist ein Gemeindeteil der Stadt Ebern im unterfränkischen Landkreis Haßberge in Bayern.

## Geografie
Das Straßendorf liegt im östlichen Teil des Landkreises in einem Seitental des Baunachgrundes, etwa vier Kilometer südwestlich von Ebern am Fuß des 388 Meter hohen Eichelberges. Der Eichelbach, ein rechter Zufluss der Baunach, durchfließt den Ort. Die Kreisstraße HAS 51 von Ebern nach Reutersbrunn führt nördlich vorbei.

## Geschichte
Der Ortsname Eichelberg kann wohl in seiner Deutung gleichgesetzt werden mit dem „Berg an dem es Eicheln“ gab. Eicheln waren von großer Bedeutung für die Schweinemast und somit für die Bauern, weshalb der Hügel danach benannt wurde. Die Stellenbezeichnung hat sich später auf die Siedlung übertragen.
Die erste urkundliche Nennung war 1232 in der Teilungsurkunde des Würzburger Bischofs Hermann, in der Ebern von der Pfarrei Pfarrweisach getrennt wurde und unter anderem „Eichelberg“ zur Pfarrei Ebern kam. 1355 erhielt Johannes von Rotenhan den Zehnt zu Eichelberg. 1530 zinste „Eychelberg“ den Rotenhan.
Im Jahr 1828 wurde Eichelberg Landgemeinde und 1862 in das neu geschaffene bayerische Bezirksamt Ebern eingegliedert. Das Dorf zählte im Jahr 1871 148 Einwohner, von denen 105 Protestanten waren, und 28 Wohngebäude. Es gehörte zur evangelischen Pfarrgemeinde im 3,5 Kilometer entfernten Rentweinsdorf, wo sich auch die evangelische Bekenntnisschule befand. 1900 hatte die 263 Hektar große Gemeinde 135 Einwohner sowie 31 Wohngebäude und 1925 lebten in Eichelberg 153 Personen, von denen 33 katholisch waren, in 30 Wohngebäuden. Die zuständige katholische Pfarrgemeinde befand sich 4,0 Kilometer entfernt in Ebern, die katholische Bekenntnisschule im 1,5 Kilometer entfernten Reutersbrunn.
1950 hatte das Dorf 217 Einwohner und 32 Wohngebäude, die Schulen befanden sich in Heubach und Reutersbrunn. Im Jahr 1961 zählte Eichelberg 158 Einwohner und 35 Wohngebäude. Die Katholiken gehörten zur Pfarrei Unterpreppach. 1970 waren es 184 und 1987 174 Einwohner sowie 38 Wohngebäude mit 49 Wohnungen.
Am 1. April 1971 wurde Eichelberg nach Ebern eingegliedert. Am 1. Juli 1972 folgte im Rahmen der Gebietsreform die Auflösung des Landkreises Ebern und Eichelberg kam mit Ebern zum Haßberg-Kreis.